# عبد المنعم باتل
عبد المنعم باتل (من مواليد 17 أبريل 1989) هو أحد المشتبه بهم الذين تم اعتقالهم في المملكة المتحدة فيما يتعلق بمؤامرة إرهابية لطائرة عبر المحيط الأطلسي عام 2006 في المملكة المتحدة، وواحد من تسعة عشر شخصًا تم تجميد حساباتهم من قبل بنك إنجلترا. كان أصغر المتهمين الموقوفين، وكان يبلغ من العمر 17 عامًا فقط في ذلك الوقت.

## الحكم والتهم
في 10 أغسطس اعتقلته السلطات البريطانية. تم سجنه لمدة ستة أشهر في أولد بايلي في أكتوبر 2007 بعد أن وجدته هيئة محلفين مذنبًا بحيازة دليل متفجرات متعلق بالإرهاب. قال القاضي إن باتيل مذنب لحيازته الوثيقة لكنه لم يكن «إسلاميًا متطرفًا أو مسيسًا».

## خلفية
نشأ عبد المنعم باتيل في شرق لندن لأبوين مسلمين من ولاية غوجارات بالهند.